# IC 137
IC 137 ist ein H-II-Gebiet und eine große Sternassoziation in der Galaxie Messier 33 im Sternbild Dreieck am nördlichen Fixsternhimmel. IC 137 wurde am 28. Oktober 1889 von dem französischen Astronomen Guillaume Bigourdan entdeckt.